# Juan José Arévalo
Pour les articles homonymes, voir Arevalo.
Juan José Arévalo Bermejo, né le 10 septembre 1904 à Taxisco, dans le département de Santa Rosa, et mort le 8 octobre 1990 à Guatemala, est un professeur de philosophie et homme d'État guatémaltèque, premier président de la république du Guatemala démocratiquement élu de 1945 à 1951.
Il est le père de Bernardo Arévalo, président de la république à partir de 2024.

## Biographie
En 1945, il devient le premier président démocratiquement élu du Guatemala à la suite d'un soulèvement populaire qui chasse le dictateur Jorge Ubico. Durant ses six années à la tête du pays, il échappe à plusieurs tentatives de coup d'État, met en œuvre des réformes sociales et supervise la mise en place d'une nouvelle constitution (1945). Ses réformes majeures sont, d'une part, l'établissement en 1947 d'un code du travail, lequel abolit un servage encadré par la loi depuis la fin du XIXe siècle, et d'autre part la création en 1949 de l’Institut guatémaltèque de sécurité sociale, qui assure des soins gratuits aux citoyens. Il décide de ne pas se représenter en 1951, laissant le pouvoir à Jacobo Árbenz.
En 1956, il publie le livre The Shark and the Sardines (Le Requin et les sardines) qui décrit et condamne la politique impérialiste américaine en Amérique latine, sa « zone d'influence ». Au mois de novembre 1963, quelques jours avant l'assassinat du président Kennedy, ce livre fut emprunté par le tueur présumé Lee Harvey Oswald à la bibliothèque Jefferson de Dallas.
Il est par la suite ambassadeur du Guatemala au Chili en 1969-1970 puis en France entre 1970 et 1972.
Son fils, Bernardo Arévalo, est président de la république à partir de 2024.